# Maria Gripe
Maria Kristina Gripe, ursprungligen Maja Stina Walter, född 25 juli 1923 i Vaxholm, död 5 april 2007 i Rönninge, var en svensk författare av barn- och ungdomslitteratur.

## Biografi
Maria Gripe föddes i Vaxholm 1923, men familjen flyttade till Örebro 1928 när hon var fem år gammal. Hon lämnade flickskolan i Örebro för att slutföra sin skolgång vid Enskilda Gymnasiet i Stockholm där hon avlade  studentexamen 1943. Åren 1944–1945 studerade Maria Gripe filosofi och religionshistoria vid Stockholms högskola, men utan att avlägga någon examen. Hon gifte sig 1946 med konstnären Harald Gripe, och efter en kort anställning på Marinförvaltningen blev hon hemmafru 1947. Parets dotter Camilla föddes samma år. Under större delen av sitt vuxna liv bodde Gripe i Nyköping, där även filmatiseringen av hennes bok Agnes Cecilia ägde rum. Efter en längre tids demenssjukdom avled hon 2007 på ett sjukhem i Rönninge.

### Författarskap

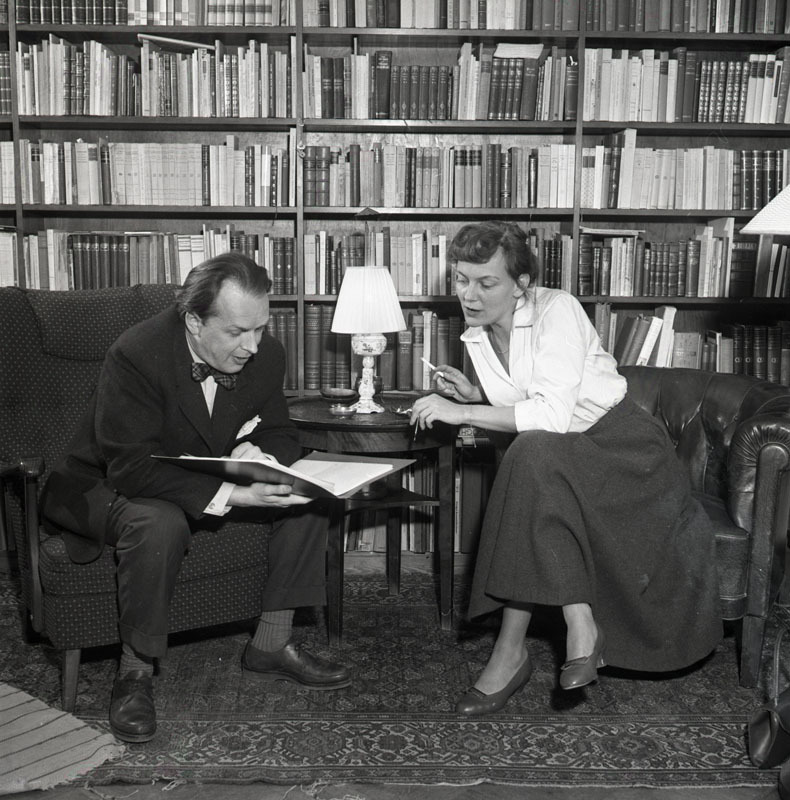
Harald och Maria Gripe på 1950-talet.

Maria Gripe betraktade inte sig själv som barnboksförfattare, utan menade att hon skrev om barn för alla åldrar. Hon skrev 36 böcker, översatta till åtminstone 36 språk, och hennes böcker har till allra största del illustrerats av Harald Gripe. Deras nära samarbete inleddes i och med att Maria Gripe debuterade som författare med boken I vår lilla stad 1954. Makens illustrationer fick ett stort inflytande över utvecklingen av Gripes författarskap; det var en bild av den ensamme pojken Elvis i Julias hus och nattpappan som gjorde henne nyfiken på hans historia, och som resulterade i en serie om fem böcker som inleddes 1972 med Elvis Karlsson.
Gripes tidiga böcker är traditionella sagor, ofta med förmänskligade djur och helt dominerade av en yttre handling. Detta kom att ändras med De små röda från 1960, och framför allt hennes genombrott Josefin det följande året. Den senare skildrar en prästdotter vars verklighetsuppfattning rubbas av en livlig fantasi kombinerad med vuxenvärldens religiositet och abstrakta bildspråk. I De små röda dyker Loella Nilsson upp för första gången, som bifigur, och i sin egen berättelse Pappa Pellerins dotter från 1963 tvingas hon återuppfinna sig själv när en ofrivillig flytt in till staden fråntar henne identiteten som stark och självständig skogsmänniska. Härpå följde flera böcker vilkas huvudtema är individens sökande efter identitet och omgivningens rollförväntningar på barnet, främst de om Elvis, men även exempelvis I klockornas tid (1965), där förväntningarna på en ung kunglighet stäcker dennes egna önskningar och personliga utveckling, eller Glastunneln (1969), ursprungligen en följetong i tidningen Vi, där Gripe inspirerats av J.D. Salingers Räddaren i nöden.
I vuxen ålder bytte Maria Gripe förnamn; hon ersatte diminutivnamnen Maja och Stina med Maria Kristina (officiellt 1969). Namn var betydelsefulla för Gripe, liksom för hennes persongalleri. Gripe har i intervjuer sagt sig vara synestetiker beträffande personnamn; ett namn har en färg – det finns ljusa och mörka namn. Elvis Karlssons förnamn är en metafor för utanförskap; han är inte den "riktiga" Elvis, moderns idol. Samma problem har Fredrika i ...ellen, dellen... (1974), vars mor beundrar Fredrika Bremer. När Anna Grå väljer ett nytt namn åt sig själv, gör hon det så att hon skall få tillträde till två olika världar. Individualitet uppnår hon med namnet Josefin – det heter ingen annan i byn – och hon skapar samhöriget genom att kombinera de vanliga efternamnen Johansson och Andersson till Johandersson, "då får man dubbelt så många" (Josefin, 1961). Inte heller i böckerna om nattpappan är huvudpersonen nöjd med sitt förnamn. "Julia" är namnet hon givit nattpappan tillåtelse att kalla henne; läsaren får aldrig veta hennes riktiga namn, "jag tycker inte om det, det passar inte mej". Nattpappans namn yppas inte förrän i den andra boken om de två vännerna (Nattpappan, 1968; Julias hus och nattpappan, 1971).
Tordyveln flyger i skymningen från 1978 kom att utgöra ytterligare en skiljelinje i Gripes författarskap. Boken anknyter till Friedrich von Schellings romantiska naturfilosofi och kan ses som inledningen till Gripes 1980-tal som dominerades av mer spännings- och mystikorienterade ungdomsromaner. Denna förändring i hennes författarskap ägde rum delvis till följd av påverkan av författare som Edgar Allan Poe, systrarna Brontë och Carl Jonas Love Almqvist, delvis som en strävan att erbjuda unga människor nervkittlande spänning utan att hemfalla åt den sorts våldsskildringar som videovåldsdebatten satt fokus på, och som Gripe blivit varse i egenskap av ledamot av statens barnfilmnämnd.
Skuggsymboliken går att spåra genom hela Gripes författarskap. Den finns med redan tidigt, men blir tydlig som ledmotiv i skuggserien som inleds med Skuggan över stenbänken 1982. Innebörden kan hänföras till såväl Platons idévärld som C.G. Jungs arketyper.

## Bearbetningar
Maria Gripe skrev mycket för radio och TV. Tordyveln flyger i skymningen och Nattpappan blev böcker först efter att de varit radioprogram, liksom Tanten som Gripe specialskrev för Margaretha Krook. För Tanten fanns långt gångna planer på en långfilm i regi av Christina Lagerson med Jeja Sundström i huvudrollen. Även Agnes Cecilia och Kvarteret Labyrinten (Det som sker det sker)  har gått som radioföljetonger. Tillsammans med dottern Camilla Gripe skrev hon originalmanus till Trolltider som var Sveriges Televisions julkalender åren 1979 och 1985. Andra böcker som har filmatiserats eller blivit TV-serier är Hugo och Josefin, Julia och nattpappan, Pappa Pellerins dotter, Elvis! Elvis!, Glasblåsarns barn, Agnes Cecilia – en sällsam historia, Skuggserien och Tordyveln flyger i skymningen.

## Priser och utmärkelser
- 1962 – Boklotteriets stipendiat
- 1963 – Nils Holgersson-plaketten för Hugo och Josefin[35]
- 1966 – Expressens Heffaklump[36]
- 1968 – Litteraturfrämjandets stipendiat
- 1972 – Astrid Lindgren-priset
- 1974 – H.C. Andersen-medaljen[37]
- 1979 – Doblougska priset
- 1984 – BMF-Barnboksplaketten för ...och de vita skuggorna i skogen
- 1986 – Wettergrens barnbokollon
- 1992 – Allmänna Barnhusets stora pris[38]
- 1998 – Östrabopriset[39]
- 2000 – Litteris et Artibus